# Los Hinojosos
Los Hinojosos település Spanyolországban, Cuenca tartományban. Los Hinojosos Santa María de los Llanos, Mota del Cuervo, El Toboso, Quintanar de la Orden, Villanueva de Alcardete, Villamayor de Santiago, Hontanaya, Osa de la Vega és Monreal del Llano községekkel határos. Lakosainak száma 721 fő (2024).

## Népesség
A település népessége az utóbbi években az alábbiak szerint változott:
| Lakosok száma | 1060 | 1084 | 1044 | 1010 | 1015 | 902  | 856  | 771  | 765  | 721  |
|               | 2001 | 2004 | 2006 | 2009 | 2011 | 2014 | 2016 | 2019 | 2021 | 2024 |